# Кошачья выдра
Кошачья вы́дра (лат. Lontra felina) — редкое и малоизученное хищное морское млекопитающее семейства куньих.

## Ареал
Кошачьи выдры встречаются в литоральных зонах юго-запада Южной Америки — на побережье Чили, Перу, Аргентины.

## Описание
Кошачьи выдры — небольшие животные, редко превышающие в длину 1 м и весом 3-6 килограммов, что делает их самым маленьким видом рода Lontra.
Самки и самцы практически не отличаются размерами.
Полная зубная формула кошачьей выдры: {\displaystyle i\ {\frac {3}{3}}\ c\ {\frac {1}{1}}\ pm\ {\frac {3-4}{3}}\ m\ {\frac {1}{2}}=36}.

## Охранный статус
Кошачьи выдры — редкие животные, охраняемые законами Перу, Чили и Аргентины. В прошлом на кошачьих выдр велась охота из-за их меха, а также из-за конкуренции с рыбаками.  Кошачьи выдры внесены в приложение I CITES в 1976 году, а также объявлены угрожаемым видом U.S. Department of the Interior.